# Тест Рендалла — Селіто
Тест Рендалла-Селітто або тест на тиск у лапі — це метод вимірювання больової реакції у тварин. Він використовується в базових дослідженнях болю і для перевірки ефективності анальгетиків, спостерігаючи за реакцією на поступово збільшуючи тиск на запалену лапу. Біль вважається присутньою, якщо тварина починає проявляти реакцію або боротьбу.
Рендалл і Селітто використали той факт, що запалення підвищує больову чутливість і цю чутливість можна змінити анальгетиками. Запалення може бути викликане введенням сухої дріжджової суспензії в нижню сторону задньої кінцівки.